# Zoom (émission de télévision)
Zoom est un magazine télévisé mensuel d'actualités français, créé par André Harris et Alain de Sédouy, et diffusé sur la deuxième chaîne de l'O.R.T.F. de décembre 1965 à mai 1968.

## Histoire
Zoom est créé en décembre 1965 par André Harris, alors responsable du service politique du journal télévisé, en association avec Alain de Sédouy. Le magazine veut refléter les tensions qui traversent la société et lui donner la parole.
L'émission est une premières à pouvoir diffuser un reportage sur les manifestations étudiantes, mais duquel ont été expurgés les interventions de deux leaders du mouvement, Jacques Sauvageot (UNEF) et Alain Geismar (SNESup). Le Président du Conseil d'Administration de l'ORTF, Wladimir d'Ormesson, avait tout d'abord voulu l'interdire, mais s'est ensuite laissé convaincre par André Astoux, directeur général adjoint de l'ORTF, qu'il pouvait « apporter un éclairage réel » sur des événements qui « continuent d'être mal perçus ».
Le reportage est ainsi diffusé avec des coupes et suivi d'un débat, enregistré en différé, sur le plateau avec deux des personnages dont les interventions ont été coupées, Jacques Sauvageot et Alain Geismar, mais aussi Pierre Juquin, du PCF, David Rousset, gaulliste de gauche et journaliste, le député gaulliste André Fanton et le recteur Jean Capelle.
Dans l'après-midi du 13 mai 1968, alors que les grandes manifestations s'achèvent, Jean Dupont, directeur général et des représentants du conseil d'administration de l'ORTF ont assisté à la projection de la principale séquence du Zoom de la semaine, un reportage chronologique - le seul qui existe - sur les manifestations. Les coproducteurs avaient prévu, comme d'habitude, un débat contradictoire. C'est seulement le lendemain soir quelques heures avant la diffusion, sont choisis les participants au premier débat associant des contestataires, le député gaulliste Fanton, le recteur Capelle, Sauvageot et Geismar, révèle Le Monde tout en précisant qu'il semble alors que l'ORTF ne soit pas disposée à permettre la diffusion du débat. « Dans ces conditions, les producteurs de Zoom, estimant que la séquence ne prend sa signification qu'accompagnée d'une discussion au fond, seront peut-être tentés de saborder l'émission », ajoute le quotidien du soir.
Daniel Cohn-Bendit et son ami proche Olivier Castro, apparaissent finalement comme les « héros » du reportage finalement diffusé avec les coupes réclamées par la direction de l'ORTF, selon l'historien Jean-Pierre Filiu. On les voit devant l'université de Nanterre ironiser sur la couverture de L'Humanité du 3 mai «De faux révolutionnaires à démasquer », en reprenant l'expression utilisée la veille par le journal Minute. Cohn-Bendit apparaît successivement didactique, chahuteur et responsable. Son ami Olivier Castre, interviewé à la terrasse d'un café, semble, par comparaison, moins brillant selon Jean-Pierre Filiu et sa compagne Évelyne, reste confuse lorsque le journaliste de l'ORTF lui demande: « En somme, vous voulez devenir un cadre de cette société ? ».
En raison de partis pris et de contestations, l'émission est ensuite supprimée après la reprise en main de l'ORTF par le pouvoir gaulliste à la suite des incidents de mai 1968.
Marcel Ophüls a fait partie des réalisateurs travaillant pour Zoom.